# Copiapoa cinerea subsp. krainziana
Copiapoa cinerea subsp. krainziana es una subespecie de planta suculenta perteneciente al género Copiapoa, dentro de la familia Cactaceae. Es una subespecie de Copiapoa cinerea y es endémica del norte de Chile.

## Descripción
Copiapoa cinerea subsp. krainziana es una subespecie de cactus que se ramifica lateralmente y basalmente, formando grandes y densos montículos. Los tallos son de color verde grisáceo, su forma va de globosa a cilíndrica alargada y tienen consistencia dura. Miden hasta 20 cm de diámetro, con el ápice con lana blanca, beige o gris y sus raíces son fibrosas.
Presentan de 12 a 30 costillas redondeadas, de 2 cm de ancho y 1,5 cm de profundidad. Se encuentran ligeramente divididas en tubérculos y apenas si están ensanchadas alrededor de donde se asientan las areolas. Éstas tienen forma redondeada, miden hasta 0,7 cm de diámetro, son de color gris a negro y están separadas unas de otras de 1 a 1,5 cm. Tienen espinas de hasta 3,5 cm de largo, tan numerosas que ocultan completamente la parte superior del tallo. Son de color y disposición variable, de blanco a negro grisáceo, de rectas a radiantes, curvas o contorsionadas, finamente aciculares y flexibles.

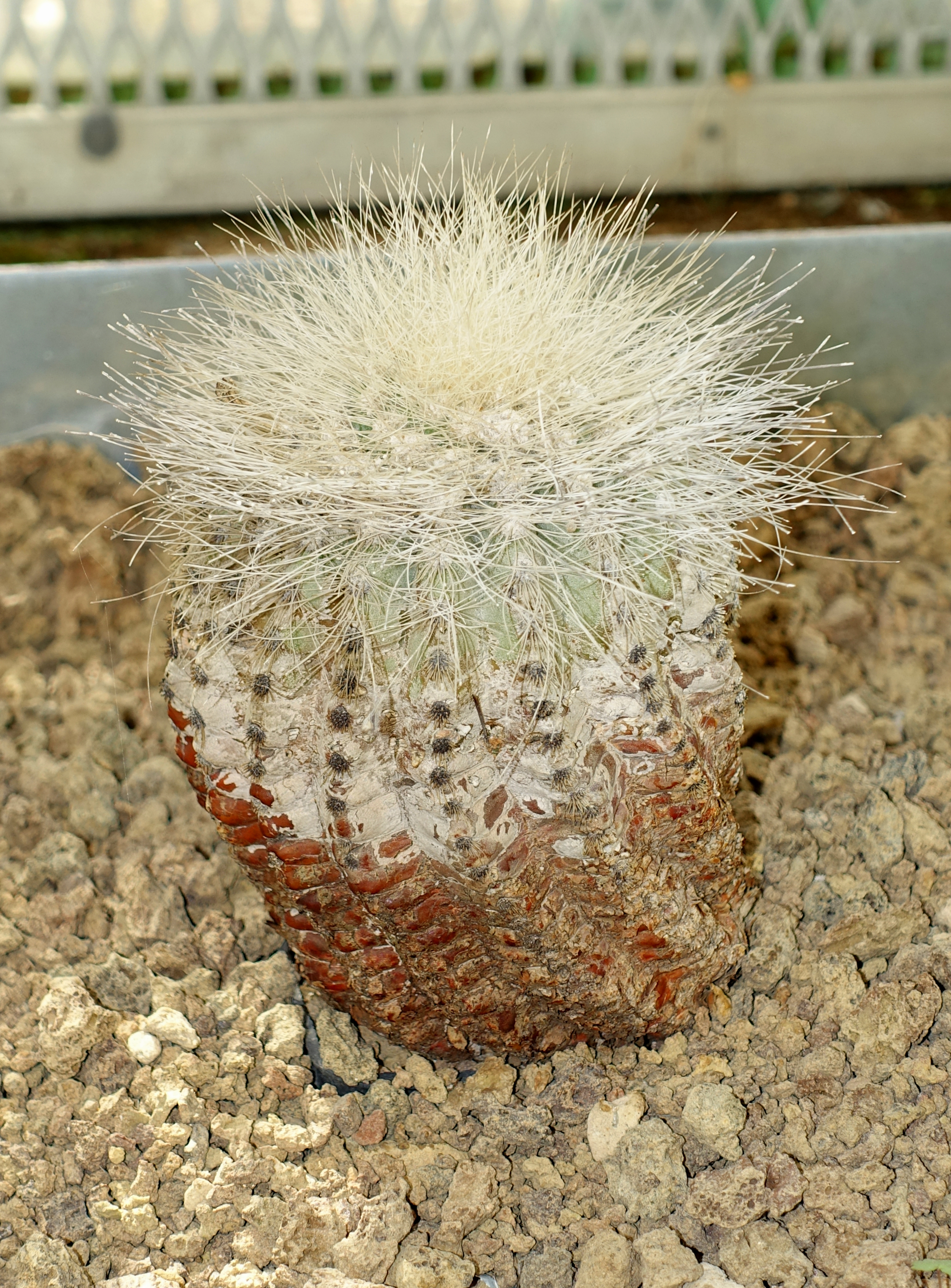
Vista de la planta en cultivo

Las flores tienen forma de embudo, son de color amarillo pálido y miden hasta 3,5 cm de diámetro. Las piezas del perianto a menudo tienen la punta roja y los externos aparecen con una franja media rojiza. Además presentan algunas brácteas pequeñas escamosas y rosadas en el borde del pericarpelo y la porción inferior del hipanto, y las axilas son desnudas. El fruto es de color blanco a rosado, mide hasta 1 cm de diámetro.

## Distribución

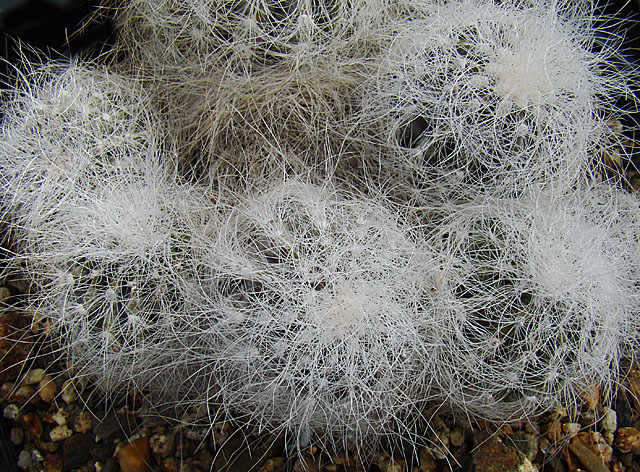
Detalle de las espinas

El área de distribución nativa de esta subespecie es el norte de Chile (concretamente desde el sudoeste de Antofagasta hasta el desierto de Atacama) y crece principalmente en biomas desérticos o de matorrales secos, en cerros de 300 a 700 m de altitud.

## Taxonomía
La primera descripción de esta subespecie fue como Copiapoa krainziana, publicada en 1963 por el botánico alemán Friedrich Ritter en la revista científica Taxon 12: 30.
Posteriormente, el botánico Rudolf Slaba catalogó la especie como una subespecie de Copiapoa cinerea, pasando a llamarse Copiapoa cinerea subsp. krainziana y anotando estos cambios en la revista científica Kaktusy: Zpravodaj Svazu českých kaktusářů 33 (Special): 3 en el año 1997.
Etimología
- Copiapoa: nombre genérico que hace referencia a la ciudad chilena de Copiapó, ubicada en el desierto de Atacama, lugar donde se encuentran la mayoría de las especies de este género.
- cinerea: epíteto específico latino que significa 'gris ceniza', haciendo referencia al color de los tallos de esta especie.
- krainziana: epíteto otorgado en honor al jardinero suizo y responsable de la colección de suculentas de Zúrich, Hans Krainz.[5]

## Estado de conservación
En la Lista Roja de Especies Amenazadas de la UICN, la especie está clasificada como “En Peligro Crítico (CR)”.
Señalar que la especie sufre una disminución continua en el número de individuos debido al deterioro del hábitat por efecto de la disminución en las precipitaciones por el cambio climático. Además tiene un efecto muy negativo la recolección ilegal para las colecciones internacionales y la destrucción de hábitat a través del cambio del uso del suelo para la construcción de obras civiles como caminos, sistemas de transmisión eléctrica y rellenos sanitarios (entre otros). Sin embargo, la especie no parece estar en peligro inmediato de extinción y de hecho en la Convención CITES, la planta está incluida en el apéndice dos.

## Usos

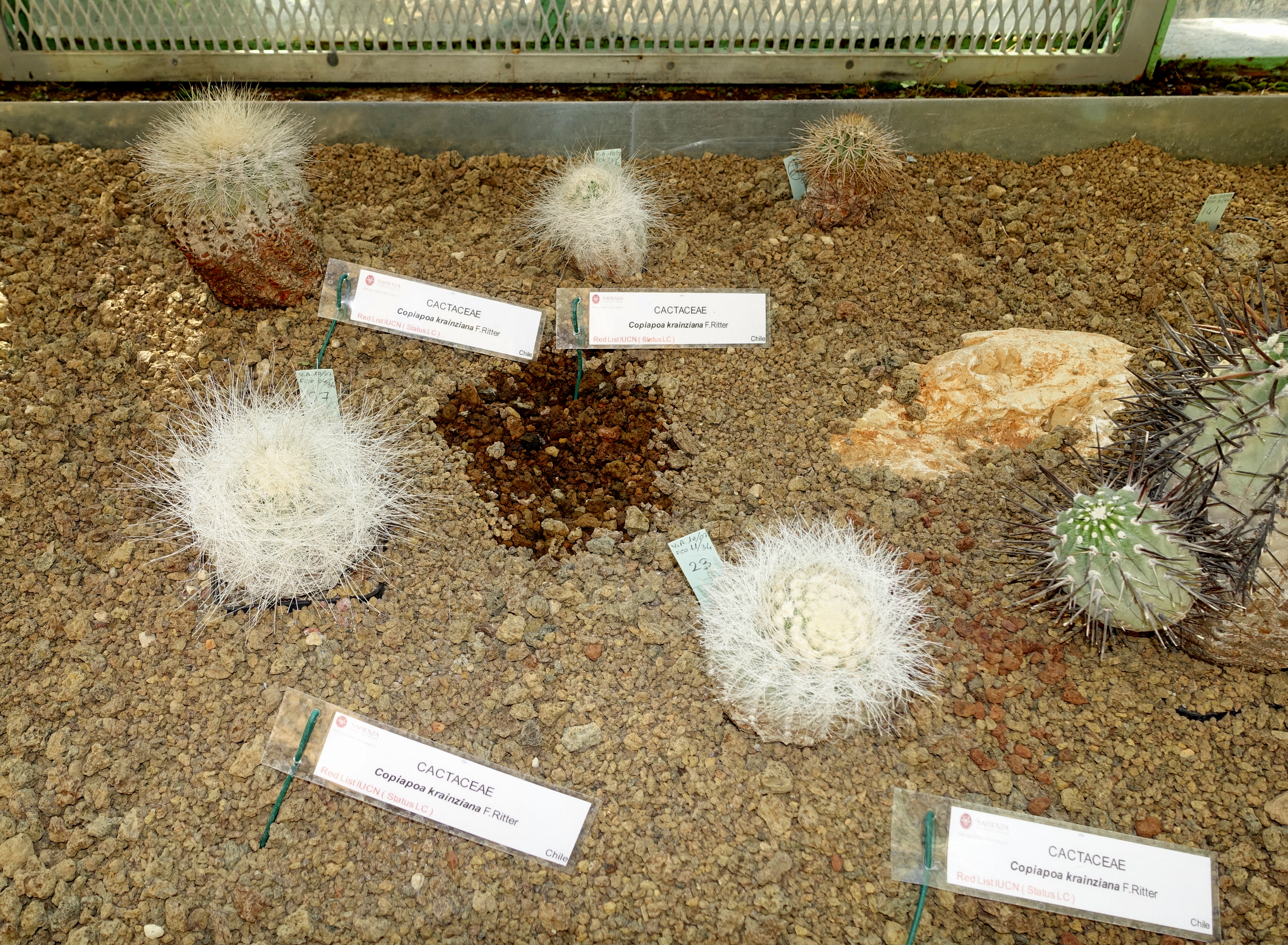
Cultivo

Se cultiva principalmente como planta ornamental y su propagación se realiza a través de esquejes o semillas.